# Policy
Policy er et fagudtryk, der især anvendes indenfor Statskundskab.
Begrebet, der udtales på engelsk, er den del af det danske "politik"-begreb, der fokuserer på indholdet i politiske beslutninger. En analyse af politik inddrager typisk, hvorfor en beslutning bliver truffet, hvem der er interessenter, hvordan beslutningen træffes, hvordan beslutningen bliver omsat til praktisk politik, og hvordan beslutningen efterfølgende evalueres.
Udtrykket policy kan ikke oversættes direkte til dansk, om end de forskellige del-elementer i analysekæden kan oversættes. Den oftest benyttede oversættelse er "det politiske indhold".
I den engelske tradition omfatter hele årsagskæden for beslutningen tre elementer. Udover policy er det:
- De politiske beslutningsprocesser (politics).
- De politiske institutioner (polity).

De tre elementer supplerer hinanden i den parlamentariske styringskæde.